# محمدتقی صاحب علی‌آبادی
محمدتقی بن میرزا محمد زکی علی‌آبادی مازندرانی (متولد ۱۱۹۸ ه‍.ق علی‌آباد قائم شهر) درگذشتهٔ ۱۲۵۶ ه‍.ق تهران) ملقب به «صاحب دیوان» و معروف به «ملالی» و «آقا» شاعر و از فضلا و رجال دربار فتحعلی شاه و منشی‌الممالک آن بارگاه بود.
چون در محل روزگار بر او سخت گرفته بود و کارش رونقی نداشت، از مازندران به تهران آمد و به وسیله فتحعلی خان صبا به دربار فتحعلی شاه معرفی و ابتدا به سمت منشی مخصوص مشغول کار شد؛ و پس از سه سال به ریاست بیوتات سلطنتی منصوب گردید. او مورد اعتماد شاه بود و پیغامها و رسائل محرمانه شاه به وسیله وی ابلاغ می‌شد. چند سال بعد به وزارت زنجان منصوب شد و ده سال در آنجا ماند و پس از ده سال به امر شاه به تهران بازگشت و چندی بعد لقب " صاحبدیوان " یافت. اما چهار سال بعد (۱۲۴۸ ه‍.ق) به جرم اینکه دهی را بی فرمان پادشاه منشور کرده و به سیورغال مردی داده بود، معزول شد و میرزا تقی نوایی مازندرانی به جای وی منشی الممالک شد.
در قصائد و غزلیات، صاحب و صاحب دیوان تخلص می‌کرد. در آغاز جوانی ده سال وزارت عبدالله میرزا حاکم خمسه و سهروردو سجاس را داشت و به‌سال ۱۲۳۴ هجری قمری به تهران احضار شد و پادشاه وی را مقام منشی الممالک داد. دیوان او در حدود ۵۵۰۰ بیت است. وی بسال ۱۲۵۶ هجری قمری درگذشت. (فهرست کتابخانهٔ مدرسهٔ سپهسالار ج ۲ صص ۶۲۴–۶۲۵).
صاحب مجمعالفصحا گوید: در سفری که با فتحعلی شاه به فارس کرد، کوششی داشت که مؤلف را همراه خویش به طهران آورد ولی بواسطهٔ بعضی موانع مقدور نشد. آنجناب در خوبی اخلاق و نیکوئی صفات مستغنی از توصیف است و در نثر و نظم کمال قدرت را دارا بود و در فن قصیده سرائی بر پایهٔ استادان سلف رفته‌است. (از مجمعالفصحا ج ۲ ص ۲۹۸).
محمدتقی صاحب علی‌آبادی چند سال در زنجان به امر کارگزاری شاهزاده عبدالله میرزا، پسر فتحعلی شاه، مشغول بود و دو سالی هم وزارت محمدرضا میرزا، پسر فتحعلی شاه را در گیلان عهده‌دار بود. گفته‌اند که وی صاحب اخلاق حمیده و صفات پسندیده بود و نظمش دلکش و نثرش بیغش بود. تاریخی مختصر و مفید در شرح آباء و اجداد و روزگار فتحعلی شاه، از زبان وی، با انشای خود، به نام «ملوک الکلام» یا «رساله خاقانیه» نوشته‌است.
بعد از جلوس محمدشاه به سال ۱۲۵۰ هجری قمری علی‌آبادی در شوال آن سال مأمور شد از شاهزاده محمد قلی میرزا ملک آرا، فرماندار مازندران، که به تهران احضار شده و بیم آن می‌رفت که سرکشی کند، استقبال کند. او مأموریت خود را به خوبی انجام داد و بعد مأمور شیراز شد. در آنجا با وصال شیرازی الفت یافت و پس از سه سال به علت بیماری با اجازه شاه به تهران بازگشت و چندی نگذشت که دچار سکته و خانه‌نشین شد و به فلج پا و نابینایی گرفتار بود تا در جمادی الثانی سال ۱۲۵۶ هجری قمری درگذشت.
صاحب‌دیوان در شمار چند تن نویسندهٔ طراز اول صدر حکومت قاجاریه‌است. قائم مقام در منشآتش از او به احترام نام می‌برد و در نویسندگی به استادیش می‌ستاید.